# Le fils du Français
Le fils du Français (dt.: „Der Sohn des Franzosen“) ist ein französischer Abenteuerfilm mit Fanny Ardant und Josiane Balasko aus dem Jahr 1999.

## Handlung
Seit dem Tod seiner Mutter lebt der neun Jahre alte Benjamin in Paris wechselweise bei seinen Großmüttern, Anne und Suzanne. Diese können sich nicht ausstehen und könnten kaum unterschiedlicher sein. Anne ist eine wohlhabende, kultivierte Gesangslehrerin, während Suzanne, eine Hausmeisterin, viel raucht, Leute beklaut und gern beim Pokern betrügt. Benjamins Vater Christian ist derweil in Südamerika, wo er seit zwei Jahren nach Gold sucht. 
Eines Tages erhält Benjamin einen Brief von seinem Vater, der ihn nach Brasilien einlädt, um dort mit ihm zu leben. Seine Großmütter, die sich permanent streiten, begleiten Benjamin auf seiner Reise. Als sie in Christians Haus in Brasilien eintreffen, fehlt vom Hausherrn jede Spur. Benjamin gesteht schließlich, dass er kurz vor ihrer Abreise einen Anruf von seinem Vater erhalten habe, demzufolge dieser das Treffen absagen müsse. Von einem Nachbarn erfahren sie schließlich, dass Christian sich zuletzt in dem kleinen Dorf Santa Rita aufgehalten habe. Doch als Benjamin, Anne und Suzanne dort eintreffen, finden sie vor Ort lediglich Christians Assistenten Jean. Dieser teilt ihnen mit, dass Christian plötzlich nach Paris abgereist sei, ohne ihm die näheren Umstände zu erklären, um ihn nicht unnötig in Gefahr zu bringen.
Als zwei bewaffnete Männer versuchen, Benjamin zu entführen, und seine Großmütter dies gerade noch verhindern können, fliehen sie zusammen mit Jean in den brasilianischen Dschungel. Dort müssen sich Anne und Suzanne nun widerwillig zusammenraufen. Auf ihrem Weg durch den Urwald treffen sie auf Indianer, die sie in ihr Dorf einladen. Deren Häuptling wirft sofort ein Auge auf Suzanne und will sie in einer Zeremonie zu seiner Frau machen. Am darauffolgenden Morgen schleichen sich die vier Franzosen aus dem Dorf und begeben sich erneut in den Dschungel. Unterwegs werden sie von Aureliano, einem Gutsbesitzer, und dessen Tochter Iracema gefunden. Aureliano bringt sie in sein Landhaus und erweist sich als großzügiger Gastgeber. Zudem ist er ein leidenschaftlicher Sänger. Zusammen mit Anne übt er Opernarien am Klavier, beide kommen sich dabei näher. Als die Einheimischen bewaffnet das Anwesen erreichen, müssen Benjamin, Jean, Anne und Suzanne erneut fliehen. Der Hubschrauber, der sie in Sicherheit bringen soll, gehört jedoch ihren eigentlichen Verfolgern, die zuvor Benjamin entführen wollten. Von diesen werden sie nun zu einem Stützpunkt geflogen und dort festgehalten.
Durch den Häuptling, der ihnen gefolgt war, und durch den Einsatz der brasilianischen Armee werden sie gerettet. Wie sich herausstellt, war Christian Zeuge eines Mordes der Drogenmafia geworden. Da er aber wegen Diamantenschmuggels bereits von der Polizei festgenommen wurde, konnten ihn die Drogenhändler nicht töten, weshalb sie ihn mit der Entführung seines Sohnes zum Schweigen bringen wollten. Als Christian aus dem Gefängnis entlassen wird, warten Benjamin, Anne, Suzanne, Jean und Aureliano in einem Auto auf ihn. Gemeinsam fahren sie davon.

## Hintergrund
Die Dschungelszenen von Le fils du Français wurden in Venezuela gedreht. Der Film kam am 15. Dezember 1999 in Frankreich und Belgien in die Kinos. In Deutschland wurde Le fils du Français bisher nicht veröffentlicht. Die beiden Hauptdarstellerinnen, Fanny Ardant und Josiane Balasko, standen ein Jahr später für den Historienfilm Liebeslust und Freiheit (Le libertin, 2000) erneut gemeinsam vor der Kamera.

## Kritik
Lisa Nesselson von Variety meinte, dass dieses „konventionelle“ Dschungelabenteuer „anspruchslose Kost“ sei. Die erste halbe Stunde sei „noch relativ schwungvoll, doch das Lokalkolorit und die aufgebrachten Nerven nutzen sich lange vor dem skurrilen Finale ab“. Fanny Ardant und Josiane Balasko, die sich „bewusst älter und klappriger“ im Film zeigten, hätten damit jedoch „mutige Vorstellungen“ geboten.

## Soundtrack
- Vladimir Cosma: Le fils du Français. Pomme Music 2000, eine CD mit 19 Aufnahmen der Filmmusik.